# Małolat
Małolat, de son vrai nom Michał Tadeusz Kapliński (né le 7 février 1984 à Varsovie), est un rappeur polonais.

## Biographie
En 1998, il remporte le concours Super MC, dont le premier prix est une apparition sur la compilation Hiphopowy raport z osiedla w najlepszym wykonaniu. Le disque comprend le morceau de Małolat intitulé Miłość braterska, enregistré en collaboration avec le groupe Płomień 81. Plus tard, Małolat participe aux deux premiers albums de Płomień 81, ainsi qu'aux deux parties de la compilation O$ki. En 2000, avec Pezet, Dizkret (Stare Miasto) et Ciech (Szybki Szmal), il forme le groupe L'ekipa. En 2001, après la séparation de L'ekipa, Małolat et Ciech forment le groupe Żądło, qui commence à travailler sur un album qui n'a toutefois jamais vu le jour. En 2004, Małolat commence à enregistrer un album avec Ajron. L'album sort début 2005 et s'intitule W pogoni za lepszej jakości życiem.
Kapliński devient président du studio True Games, fondé avec Wojciech « Sokół » Sosnowski, qui se consacre à la production de jeux vidéo. Il travaille également sur le jeu Drug Dealer Simulator du studio en tant que consultant.

## Discographie
| Żądło (avec Ciech)                                | - Date : 2004 - Label : Auto-production - Formats: CD                                  | —  |                 |                     |
| W pogoni za lepszej jakości życiem (avec Ajron)   | - Date : 6 janvier 2005 - Label : Prosto - Formats : CD, téléchargement                | 14 |                 |                     |
| Dziś w moim mieście (avec Pezet)                  | - Date : 2 octobre 2010 - Label: Koka Beats, Fonografika - Formats: CD, téléchargement | 5  | - POL : +15 000 | - POL : disque d'or |
| Live in 1500m2 (avec Pezet)                       | - Date : 5 juin 2012 - Label : Koka Beats, EMI - Formats : CD, téélchargement          | —  |                 |                     |
| « — » signifie qu'aucun classement n'est atteint. |                                                                                        |    |                 |                     |